# طواف إسبانيا 1955
طواف إسبانيا 1955 هو سباق دراجات هوائية أقيم بتاريخ 25 أبريل – 8 مايو، تكون السباق من 15 مرحلة وامتدّ لمسافة 2776 كم بسرعة 34.24 كم/س، استغرق السباق 81 ساعة 04 دقيقة 02 ثانية. فاز به الفرنسي جان دوتو.

## الترتيب
| م                     | الدرّاج        | البلد   | الزمن                     |
| --------------------- | ------------- | ------- | ------------------------- |
| الفائز بالترتيب العام | جان دوتو      | فرنسا   | 81 ساعة 04 دقيقة 02 ثانية |
| حسب النقاط            | فيورنزو ماغني | إيطاليا | -                         |